# Trung kỳ Đá cũ
Trung kỳ Đá cũ, còn gọi là Paleolithic giữa hay Paleolithic trung, là giai đoạn thứ hai của thời đại đồ đá cũ. Thuật ngữ thời kỳ đồ đá giữa được sử dụng như một từ tương đương hoặc từ đồng nghĩa với Đồ đá cũ giữa trong khảo cổ học châu Phi.
Thời kỳ đồ đá cũ giữa trải dài từ 300 đến 30 Ka BP (Mega/Kilo annum before present: triệu/ngàn năm trước). Có sự khác biệt đáng kể về niên đại giữa các vùng. Thời kỳ đồ đá cũ giữa được kế tục bởi phân vị đồ đá cũ trên cùng bắt đầu từ 50 đến 40 Ka BP.
Pettit và White thì định niên đại thời kỳ đồ đá cũ giữa sớm ở Anh vào khoảng 325 đến 180 Ka BP (từ giai đoạn muộn "Marine Isotope" 9 đến "Marine Isotope" 7), và Đồ đá cũ giữa muộn vào khoảng 60 đến 35 Ka BP.
Theo lý thuyết về Nguồn gốc châu Phi gần đây của người hiện đại, người hiện đại về giải phẫu bắt đầu di cư ra khỏi châu Phi trong thời kỳ đồ đá giữa / đồ đá cũ giữa khoảng 125 Ka BP và bắt đầu thay thế các loài Homo tồn tại trước đó như người Neanderthal và Homo erectus.